# Бред Танди
Бредли Едвард Танди (енгл. Bradley Edward Tandy; Лејдисмит, 2. мај 1991) јужноафрички је пливач чија ужа специјалност су спринтерске трке слободним стилом. Учесник је ЛОИ 2016, те светских првенства у великим и малим базенима.

## Спортска каријера
Танди је рођен и одрастао у градићу Лејдисмит у јужноафричкој савезној држави Квазулу-Натал, а са пливачким тренинзима је започео још као десетогодишњи дечак. Након завршене средње школе у родном граду одлази у Сједињене Државе где наставља даље школовање на колеџу Индијана ривер стејт на Флориди. Паралелно са школовањем Танди је активно тренирао пливање и учествовао на школским пливачким такмичењима.
Дебитантски наступ на међународној пливачкој сцени је имао на Играма комонвелта 2014. у Глазгову где је заузео високо седмо место у финалу трке на 50 метара слободним стилом. Две године касније успео је да се квалификује за наступ на Олимпијским играма у Рију, а једину трку у којој је учествовао, ону на 50 слободно завршио је на високом шестом месту у финалу са временом од 21,79 секунди.
На светским првенствима је дебитовао у малим базенима, у Виндзору 2016, а прву медаљу у каријери на међународној сцени освојио је на истом такмичењу у Хангџоуу 2018 — бронзу у трци на 50 метара слободним стилом. 
Велики успех је постигао и на Играма комонвелта у Гоулд Коусту 2018. где је освојио сребро у трци на 50 слободно и бронзу у трци штафета на 4×100 мешовито. 
Први наступ на светским првенствима у великим базенима је имао у корејском Квангџуу 2019, а једину трку у којој је наступио, ону на 50 слободно завршио је у квалификацијама на 18. месту. Непун месец дана касније по први пут је наступио на Афричким играма, које су те године одржано у мароканском Рабату, где је освојио две златне (штафете 4×100 слободно и 4×100 слободно микс) и једну бронзану медаљу (50 слободно). 